# Czeriepanowskij
Czeriepanowskij (ros. Черепановский) – osiedle w Rosji, w Kraju Ałtajskim, w rejonie zmieinogorskim. W 2010 liczyło 363 mieszkańców.